# Nakenfotografi

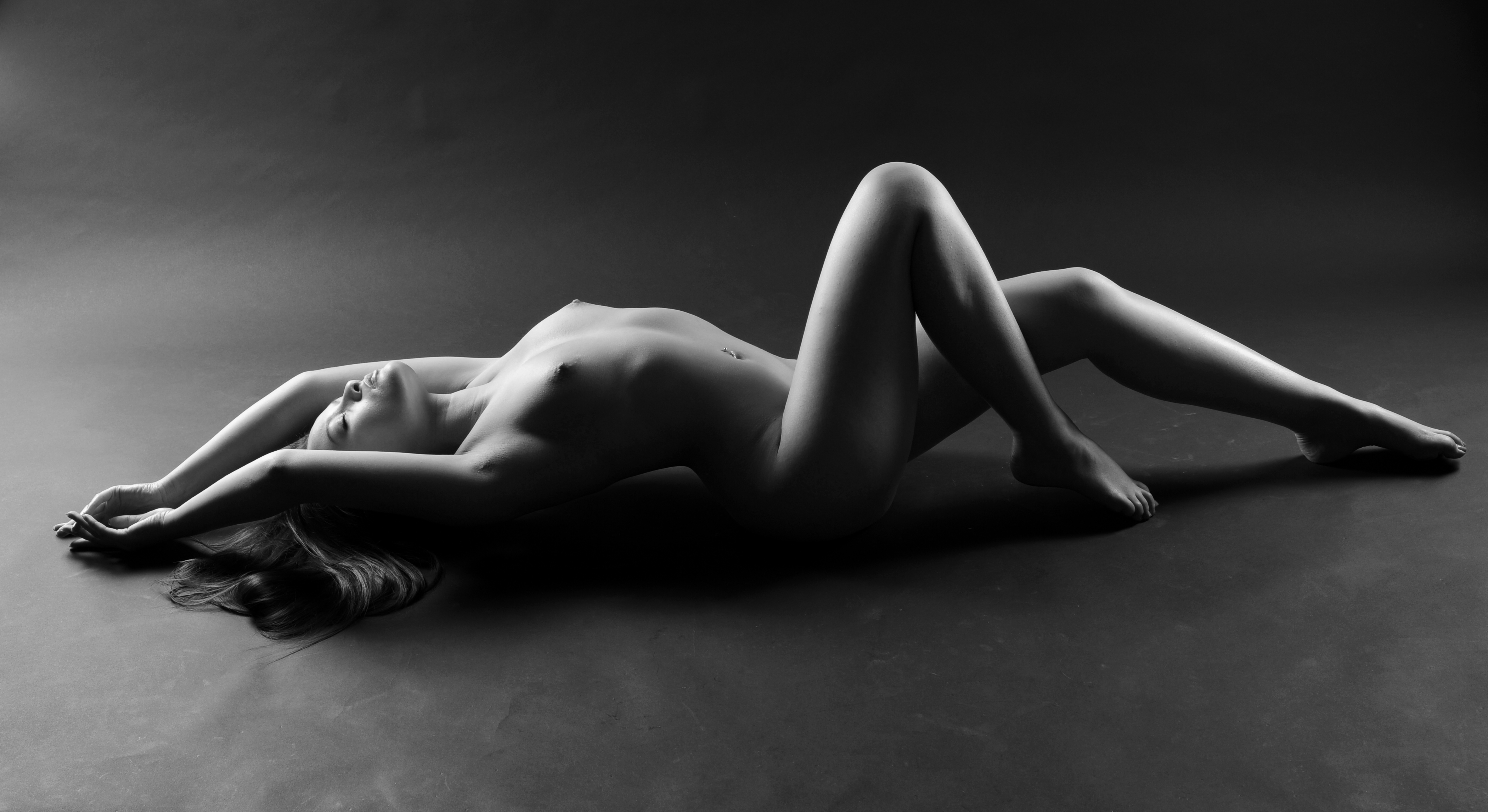
Nakenfoto av Jean-Christophe Destailleur 2011

Nakenfotografi sker i samma syfte som krokiteckning. Det är ett sätt att lära sig studera ett motiv. Personen som fotograferas kallas nakenmodell. Fotograferandet kan även ske i sexuellt syfte, som del av produktion av pornografi eller annan bilderotica (se glamourmodell).